# Gabriel Henning Bultmann
Gabriel H. Bultmann (bürgerlich Henning Bultmann, * 1923 in Oldenburg; † 23. Dezember 1989 in Wien) war ein römisch-katholischer Religionslehrer und später ein orthodoxer Mönchspriester, der Beachtung durch seine Übersetzungen von Hymnen, der Göttlichen Liturgie und der Stundengebete fand.

## Leben
Henning Bultmanns Eltern waren überzeugte Gegner des NS-Regimes, zunächst aus kommunistischen Motiven, später – nach der Konversion zur römisch-katholischen Kirche – aus christlichem Glauben. Nach der Machtübertragung an Hitler floh die Familie 1935 aus Dresden nach Wien. Sein Onkel war der evangelische Theologe Rudolf Bultmann, bekannt durch das Programm der Entmythologisierung.
1951 schloss er sich den Olivetaner im byzantinischen Ritus auf Schloss Tanzenberg an. Nach der Auflösung dieser Gemeinschaft aus finanziellen Gründen wurde er 1952 von Alexej Stachowitsch als katholischer Religionslehrer am neugegründeten Werkschulheim Felbertal angestellt. 1953 konvertierte er zur Russisch-Orthodoxen Kirche. Es folgte ein Theologiestudium am Institut de théologie orthodoxe Saint-Serge in Paris. Dort begegnete er Erzbischof Johannes von Shanghai. Am 25. März 1956 wurde er von Erzbischof Johannes zum Mönch und Diakon mit dem Namen Gabriel geweiht, 1960 erfolgte die Weihe zum Mönchspriester.
Er schloss sich später der kanonisch umstrittenen Église Catholique Orthodoxe de France (ECOF) an, die ihn mit der Betreuung orthodoxer Gläubiger deutscher und holländischer Sprache beauftragte. In einem Pariser Vorort versuchte er, eine ostkirchliche Kommunität aufzubauen, scheiterte jedoch an den internen Spannungen der Gemeinschaft. 1966 zog er sich ins Lungau in Österreich zurück, wo er in einem Bergbauernhaus eine koinobitische Mönchszelle errichtete.
Mitte der 1970er Jahre löste sich die Mönchsgemeinschaft auf und Gabriel Bultmann kehrte nach Wien zurück und widmetet sich der Seelsorge. Er verstarb am 23. Dezember 1989 und wurde auf dem Zentralfriedhof in Wien begraben.

## Werk
Bultmann´s Verdienst besteht in der Schöpfung von Übersetzungen wichtiger hymnologischer (z. B. der Kontakien von Romanos dem Meloden) und liturgischer Texte. Er verstand seine Tätigkeit als Beitrag zur Schöpfung einer deutschen Kultsprache. Folgende hermeneutische Grundentscheide haben ihn dabei geleitet:

### Schönheit als Grundprinzip
Schönheit war für Bultmann ein zentrales Grundprinzip. Er bezog sie sowohl auf das Singen und Vortragen von Gebeten, insbesondere der Psalmen, als auch auf die sprachliche Gestaltung der Texte selbst. Hier zeigt sich sein hermeneutisches Verständnis: Das Mündliche hat Vorrang vor dem Schriftlichen. Eine schöne Gebetssprache ist notwendig, da „nur das schöne Erklingen der Psalmen […] Resonanz in der menschlichen Seele finden und geistige Frucht reifen lassen kann“.

### Die Selbstauslegung der Gebetstradition
Ein weiterer hermeneutischer Aspekt ist die enge Verbindung zwischen Heiliger Schrift und Tradition. Die durchgängige Terminologie der Septuaginta – von der Genesis über das Neue Testament bis zur Apokalypse – bildet die Grundlage für die Selbstauslegung der Heiligen Schrift. Die Schaffung einer entsprechenden Terminologie und damit eines sich gegenseitig erhellenden Resonanzraumes zwischen Hymnen, Gebeten und Heiliger Schrift muss bei der Übersetzung bedacht werden. Bultmann legte besonderes Augenmerk auf die Schaffung von Anspielungen, Verhältnissen und der Verwendung einer durchgehenden Terminologie wie „Herrlichkeit“ für griech. „doxa“ oder „segnen“ für „eulogein“. Eine Besonderheit bildet bei ihm die Übersetzung von griech. „Äon“ mit „Ewe“, da er „Ewigkeit“ für eine theologisch ungenaue Wiedergabe hält – vergleichbar mit der lateinischen Unterscheidung zwischen „saeculum“ und „aeternitas“.

## Wirkung
Die Schöpfung einer Kultsprache durch Bultmann muss in einer Reihe von Versuchen zur Übersetzung der orthodoxen Gebetstradition ins Deutsche gesehen werden. Da es keine eigene von allen Kirchen praktizierte deutsche Tradition gab, bildeten sich verschiedene Gruppierungen heraus, die an einzelnen Autoren und ihren sprachlichen Gewohnheiten hingen. So ist neben Bultmann auch Sergius Heitz zu nennen.
Bultmann gilt als anerkannter Philologe. Die Beurteilung schwankt dabei zwischen der Sichtweise als „herausragendste[n] Übersetzer (byzantinisch) orthodoxer liturgischer Texte“. Zugleich werden einzelne Ausdrücke seiner Übersetzung als „archaisierend“ oder im Ganzen gar als „[u]nbrauchbar“ angesehen. Dem gegenüber steht die „Anerkennung gerade dieser eigenwilligen Ausdrucksformen durch viele Menschen, die sich dem monastischen Leben verbunden fühlen“ und jener, die ihr betend begegnen.

## Publikationen
- Romanos der Melode, Festgesänge : auf Christgeburt, auf Theophanie, auf den Ostersonntag. Übertr. von Gabriel Henning Bultmann, Zürich 1960.
- Das Gebet der Ostkirche / Paul Evdokimov. [Ins Dt. übertr. von Wolfgang Sigel] Mit d. Liturgie des hl. Johannes Chrysostomos / [Übers. von Gabriel Bultmann], Graz/Wien/Köln 1986.
- Gabriel H. Bultmann, Wolfgang Sigel (Hrsg.): Stundenbuch für den Alltag: aus dem Gebetsschatz der orthodoxen Kirche; zum lebendigen Mit- und Füreinanderbeten aller Christen. Graz/Wien/Köln 1991.